# Voo TAM 3804
O Voo TAM Linhas Aéreas 3804 foi um voo regular de passageiros que realizou um pouso de barriga em uma fazenda, em Birigui, em 30 de agosto de 2002, após sofrer pane seca. Todos os 29 a bordo sobreviveram, com apenas 4 com ferimentos leves. A aeronave envolvida, um Fokker 100, estava operando um voo programado da TAM Linhas Aéreas, do Aeroporto de Guarulhos, São Paulo, para Campo Grande. O relatório preliminar constatou que houve uma falha de uma tubulação metálica entre as bombas de baixa e de alta pressão de combustível, que havia sido mal projetada (contato contínuo entre partes com metais diferentes, aço e alumínio, causando deterioração rápida, acelerada pela formação de alumina/óxido de alumínio).

## Acidente
O voo partiu de São Paulo às 09:48 para Campo Grande. Na altitude cruzeiro, a equipe observou os avisos "filtro de combustível" e "baixa pressão de combustível" para o motor número. 2. Eles tomaram medidas, mas um pouco mais tarde uma situação de desequilíbrio de combustível se desenvolveu. A aeronave estava perdendo combustível rapidamente, então a equipe decidiu pousar no Aeroporto de Araçatuba, no entanto, ambos os motores pararam devido ao esgotamento completo do combustível quando a aeronave ainda estava a 16 milhas do aeroporto. A tripulação realizou um pouso de emergência em uma fazenda. Uma vaca foi atropelada e a aeronave sofreu danos substanciais. Todas os 29 passageiros e tripulantes sobrevivem, apenas 4 sofrem ferimentos leves.

## Investigação e fatores contribuintes
A investigação foi feita pela Divisão de Investigação e Prevenção de Acidentes Aeronáuticos (Dipaa) do Departamento de Aviação Civil (DAC) e engenheiros da TAM concluiram que o Fokker 100 que fez o pouso forçado em Birigui, tinha uma falha mecânica em um dos tubos de alimentação de combustível do motor direito.
Segundo relatório do Dipaa, não houve falha humana na manutenção do componente, pois "todos os parafusos de fixação foram encontrados corretamente posicionados e com torque adequado". O Fokker 100 perdeu todo o combustível menos de duas horas após a decolagem. A TAM divulgou comunicado dizendo que o abastecimento do Fokker 100 foi feito de maneira correta.